# Cortes Generales
Cortes Generales je španjolski parlament koji se sastoji iz dva doma: donjeg doma Congreso de los Diputados i gornjeg doma Senado de España. Cortes ima zakonsko pravo mijenjati zakone i dodavati amandmane ustavu.
Donji dom ima moć postavljanja i smjene premijera. Parlament se sastoji od 609 članova: od čega 259 u senatu i 350 u donjem domu.

## Povijest
Naziv se od 8. stoljeća koristio za feudalni sabor Kraljevine Leon, najstariji u Zapadnoj Europi. Za diktature Francove diktature pun naziv je glasio Cortes Españolas. 
Do političke reforme u Španjolskoj došlo je 1976., kada je prijašnji jednodomni parlament preobražen u dvodomni. Također su 1977. provedeni prvi slobodni izbori od građanskog rata, gdje je novoizabrani Cortes dobio zadatak, između ostalog, napraviti novi španjolski ustav. Od usvajanja ustava 1977. se zove Cortes Generales i sastoji se od Kongresa zastupnika (Congreso de los Diputados) i Senata (Senado). 